# 18e cérémonie des Filmfare Awards
La 18e cérémonie des Filmfare Awards s'est déroulée le 18 avril 1971 Bombay en Inde.

## Palmarès
| Catégorie                                 | Lauréat                                                                                                  |
| ----------------------------------------- | --- |
| Meilleur film                             | Khilona - produit par L. V. Prasad - réalisé par Chander Vohra - avec Jeetendra, Sanjeev Kumar et Mumtaz |
| Meilleur réalisateur                      | Asit Sen (Safar (en))                                                                                    |
| Meilleur acteur                           | Rajesh Khanna (Sachaa Jhutha)                                                                            |
| Meilleure actrice                         | Mumtaz (Khilona)                                                                                         |
| Meilleur acteur dans un second rôle       | Feroz Khan (Aadmi Aur Insaan)                                                                            |
| Meilleure actrice dans un second rôle     | Chand Usmani (Pehchan)                                                                                   |
| Meilleure prestation dans un rôle comique | I. S. Johar (Johny Mera Naam)                                                                            |
| Meilleur compositeur                      | Shankar Jaikishan (Pehchan)                                                                              |
| Meilleur parolier                         | Verma Malik pour « Sabse Bada Nadan » (Pehchan)                                                          |
| Meilleur chanteur de playback             | Mukesh pour « Sabse Bada Nadan » (Pehchan)                                                               |
| Meilleure chanteuse de playback           | Sharda pour « Baat Zara » (Jahan Pyar Mile)                                                              |
| Meilleure histoire                        | Chandrakant Kakodkar (Do Raaste)                                                                         |
| Meilleur scénario                         | - |
| Meilleurs dialogues                       | - |
| Meilleure photographie (noir & blanc)     | Kamal Bose (Khamoshi)                                                                                    |
| Meilleure photographie (couleur)          | Jal Mistry (Heer Raanjha)                                                                                |
| Meilleure direction artistique            | Shanti Dass (Talash)                                                                                     |
| Meilleur son                              | S.C. Bhambri (Talash)                                                                                    |
| Meilleur montage                          | - |

## Récompenses des critiques
| Catégorie     | Lauréat                |
| ------------- | ---------------------- |
| Meilleur film | Uski Roti de Mani Kaul |